# Trempealeau (thị trấn), Wisconsin
Trempealeau là một thị trấn thuộc quận Trempealeau, tiểu bang Wisconsin, Hoa Kỳ. Năm 2010, dân số của thị trấn này là 1.740 người.